# Joseph Watson (1er baron Manton)
Pour les articles homonymes, voir Watson.
Joseph Watson (10 février 1873 - 13 mars 1922), 1er baron Manton, est un industriel et homme politique britannique.

## Biographie
Il est président de Joseph Watson & Sons Ltd et directeur de la London and North-Western Railway (en).
Il est créé baron Manton en 1922.